# EHF Champions League 1993-94 (kvinder)
EHF Champions League 1993-94 for kvinder var den første EHF Champions League-turnering for kvinder. Turneringen blev arrangeret af European Handball Federation og havde deltagelse af 32 hold. Holdene spille først to cup-runder (1/16- og 1/8-finaler). De otte vindere af 1/8-finalerne gik videre til et gruppespil, der bestod af to grupper med fire hold, hvorfra de to gruppevindere gik videre til Champions League-finalen.
Turneringen blev vundet af Hypo Niederösterreich fra Østrig, som i finalen over to kampe samlet vandt 45-39 over ungarske Vasas SC. Det danske mesterhold, GOG, repræsenterede Danmark i turneringen og blev slået ud i 1/8-finalen, hvor holdet tabte 40-42 (over to kampe) til de senere finalister fra Vasas SC.

## Resultater

### 1/16-finaler
| Dato    | Dato    | Hjemmehold i 1. kamp     | Hjemmehold i 2. kamp | Resultat | Resultat | Resultat |
| 1. kamp | 2. kamp | Hjemmehold i 1. kamp     | Hjemmehold i 2. kamp | 1. kamp  | 2. kamp  | Samlet   |
| ------- | ------- | ------------------------ | -------------------- | -------- | -------- | -------- |
| 26.9.   | 2.10.   | Hypo Niederösterreich    | DHC Slavia Praha     | 30-14    | 24-17    | 54–31    |
| 26.9.   | 3.10.   | TV Giessen Lützellinden  | Motor Zaporizjzja    | 25-14    | 11-16    | 36–30    |
| 25.9.   | 3.10.   | Vasas SC                 | LC Brühl             | 33-15    | 26-24    | 59–39    |
| 26.9.   | [ 1 ]   | Gjerpen IF               | HC Bascharage        | 40-70    | 40-7     | 80–14    |
| 30.9.   | 2.10.   | Chimistul Ramnicu Valcea | Hapoel Rishon LeZion | 35-11    | 27-16    | 62–27    |
| 25.9.   | 26.9.   | Mar Valencia             | Vikingur Reykjavik   | 26-16    | 29-10    | 55–26    |
| 25.9.   | 2.10.   | SG WAT Fünfhaus          | Slovan Duslo Šaľa    | 26-17    | 18-19    | 44–36    |
| 25.9.   | 2.10.   | ASPTT Metz               | Rotor Volgograd      | 30-21    | 13-22    | 43–43    |
| 2.10.   | 3.10.   | Egle Vilnius             | GOG                  | 16-31    | 15-24    | 31–55    |
| 25.9.   | 26.9.   | Gymnastiki Enosi Verias  | Initia HC Hasselt    | 18-23    | 18-16    | 36–39    |
| 25.9.   | 2.10.   | IK Sävehof               | SL Benfica           | 26-13    | 25-14    | 51–27    |
| 25.9.   | 2.10.   | RK Kometal Gjorče Petrov | Visa Swift Roermond  | 19-18    | 23-23    | 42–41    |
| 25.9.   | 3.10.   | GKS Piotrkovia           | Podravka Koprivnica  | 18-28    | 21-34    | 39–62    |
| 26.9.   | 29.9.   | Kefalovrysos Kythreas    | Politechnik Minsk    | 14-33    | 27-33    | 41–66    |
| [ 1 ]   | [ 1 ]   | Olimpija Ljubljana       | Kiffen Helsinki      | 10-0     | 10-0     | 20–00    |
| 26.9.   | 3.10.   | TMO SC Kizilay Ankara    | Cavalco Cassano      | 26-19    | 13-22    | 39–41    |

### 1/8-finaler
| Dato    | Dato    | Hjemmehold i 1. kamp     | Hjemmehold i 2. kamp     | Resultat | Resultat | Resultat |
| 1. kamp | 2. kamp | Hjemmehold i 1. kamp     | Hjemmehold i 2. kamp     | 1. kamp  | 2. kamp  | Samlet   |
| ------- | ------- | ------------------------ | ------------------------ | -------- | -------- | -------- |
| 31.10.  | 7.11.   | GOG                      | Vasas SC                 | 27-20    | 13-22    | 40–42    |
| 31.10.  | 6.11.   | Podravka Koprivnica      | Rotor Volgograd          | 31-19    | 23-29    | 54–48    |
| 30.10.  | 7.11.   | RK Kometal Gjorče Petrov | Hypo Niederösterreich    | 20-16    | 15-31    | 35–47    |
| 31.10.  | 2.11.   | Cavalco Cassano          | Chimistul Ramnicu Valcea | 21-29    | 20-25    | 41–54    |
| 6.11.   | 7.11.   | Politechnik Minsk        | TV Giessen Lützellinden  | 19-35    | 20-31    | 39–66    |
| 6.11.   | 7.11.   | Initia HC Hasselt        | Gjerpen IF               | 13-21    | 20-29    | 33–50    |
| 31.10.  | 6.11.   | IK Sävehof               | Mar Valencia             | 17-29    | 19-29    | 36–58    |
| 31.10.  | 1.11.   | Olimpija Ljubljana       | SG WAT Fünfhaus          | 25-29    | 19-22    | 44–51    |

### Gruppespil

#### Gruppe A
| Dato  | Kamp                                             | Res.  |
| ----- | ------------------------------------------------ | ----- |
| 22.1. | Chimistul Ramnicu Valcea - Mar Valencia          | 35-25 |
| 22.1. | Podravka Koprivnica - Hypo Niederösterreich      | 20-22 |
| 29.1. | Hypo Niederösterreich - Chimistul Ramnicu Valcea | 25-14 |
| 30.1. | Mar Valencia - Podravka Koprivnica               | 21-18 |
| 20.3. | Mar Valencia - Hypo Niederösterreich             | 14-18 |
| 20.3. | Podravka Koprivnica - Chimistul Ramnicu Valcea   | 26-24 |
| 26.3. | Chimistul Ramnicu Valcea - Hypo Niederösterreich | 24-25 |
| 26.3. | Podravka Koprivnica - Mar Valencia               | 21-20 |
| 10.4. | Mar Valencia - Chimistul Ramnicu Valcea          | 27-19 |
| 10.4. | Hypo Niederösterreich - Podravka Koprivnica      | 29-19 |
| 16.4. | Chimistul Ramnicu Valcea - Podravka Koprivnica   | 22-19 |
| 17.4. | Hypo Niederösterreich - Mar Valencia             | 22-19 |

| Hold                     | Kampe | Mål     | Point |
| ------------------------ | ----- | ------- | ----- |
| Hypo Niederösterreich    | 6     | 141-110 | 12    |
| Mar Valencia             | 6     | 126-133 | 4     |
| Chimistul Ramnicu Valcea | 6     | 138-147 | 4     |
| Podravka Koprivnica      | 6     | 123-138 | 4     |

#### Gruppe B
| Dato  | Kamp                                      | Res.  |
| ----- | ----------------------------------------- | ----- |
| 22.1. | SG WAT Fünfhaus - TV Giessen Lützellinden | 21-28 |
| 23.1. | Vasas SC - Gjerpen IF                     | 32-15 |
| 30.1. | TV Giessen Lützellinden - Vasas SC        | 19-19 |
| 30.1. | Gjerpen IF - SG WAT Fünfhaus              | 32-21 |
| 20.3. | SG WAT Fünfhaus - Vasas SC                | 16-20 |
| 20.3. | Gjerpen IF - TV Giessen Lützellinden      | 24-25 |
| 26.3. | SG WAT Fünfhaus - Gjerpen IF              | 33-31 |
| 27.3. | Vasas SC - TV Giessen Lützellinden        | 21-16 |
| 9.4.  | TV Giessen Lützellinden - SG WAT Fünfhaus | 35-23 |
| 10.4. | Gjerpen IF - Vasas SC                     | 23-16 |
| 16.4. | TV Giessen Lützellinden - Gjerpen IF      | 30-15 |
| 17.4. | Vasas SC - SG WAT Fünfhaus                | 29-14 |

| Hold                    | Kampe | Mål     | Point |
| ----------------------- | ----- | ------- | ----- |
| Vasas SC                | 6     | 137-103 | 9     |
| TV Giessen Lützellinden | 6     | 153-123 | 9     |
| Gjerpen IF              | 6     | 140-157 | 4     |
| SG WAT Fünfhaus         | 6     | 128-175 | 2     |

### Finale
| Dato    | Dato    | Hjemmehold i 1. kamp | Hjemmehold i 2. kamp  | Resultat | Resultat | Resultat |
| 1. kamp | 2. kamp | Hjemmehold i 1. kamp | Hjemmehold i 2. kamp  | 1. kamp  | 2. kamp  | Samlet   |
| ------- | ------- | -------------------- | --------------------- | -------- | -------- | -------- |
| 7.5.    | 14.5.   | Vasas SC             | Hypo Niederösterreich | 18-20    | 21-25    | 39–45    |